# Сламеножълт плодояден пещерен прилеп
Сламеножълтият плодояден пещерен прилеп (Eidolon helvum) е вид прилеп от семейство Плодоядни прилепи (Pteropodidae). Видът е почти застрашен от изчезване.

## Разпространение и местообитание
Разпространен е в Ангола, Бенин, Ботсвана, Буркина Фасо, Бурунди, Габон, Гамбия, Гана, Гвинея, Гвинея-Бисау, Демократична република Конго, Екваториална Гвинея, Етиопия, Замбия, Зимбабве, Йемен, Камерун, Кения, Кот д'Ивоар, Лесото, Либерия, Мавритания, Малави, Мали, Мозамбик, Намибия, Нигер, Нигерия, Руанда, Сао Томе и Принсипи, Саудитска Арабия, Свазиленд, Сенегал, Сиера Леоне, Танзания, Того, Уганда, Централноафриканска република, Чад, Южен Судан и Южна Африка.
Обитава градски и гористи местности, пустинни области, пещери, ливади, савани, крайбрежия и плажове в райони с тропически и умерен климат, при средна месечна температура около 23,4 градуса.

## Описание
На дължина достигат до 18,3 cm, а теглото им е около 254,6 g. Имат телесна температура около 34,5 °C.
Продължителността им на живот е около 21,8 години. Популацията на вида е намаляваща.